# Кирибати на Светском првенству у атлетици на отвореном 2019.
Кирибати су учествовали на 17. Светском првенству у атлетици на отвореном 2019. одржаном у Дохи од 27. септембра до 6. октобра једанаести пут. Репрезентацију Кирибата представљао је један атлетичар који се такмичио у трци на 100 метара ,.
На овом првенству такмичар Кирибати није освојио ниједну медаљу али је остварио свој најбољи резултат сезоне.

## Учесници
Мушкарци:
- Тириоро Каморики Вили — 100 м

## Резултати

### Мушкарци
| Атлетичар             | Дисциплина | Лични рекорд | Предтакмичење | Предтакмичење | Квалификације        | Квалификације        | Полуфинале           | Полуфинале           | Финале               | Финале       | Детаљи |
| Атлетичар             | Дисциплина | Лични рекорд | Резултат      | Место         | Резултат             | Место                | Резултат             | Место                | Резултат             | Место        | Детаљи |
| --------------------- | ---------- | ------------ | ------------- | ------------- | -------------------- | -------------------- | -------------------- | -------------------- | -------------------- | ------------ | ------ |
| Тириоро Каморики Вили | 100 м      | 11,41        | 11,57         | 6. у гр. 2    | Није се квалификовао | Није се квалификовао | Није се квалификовао | Није се квалификовао | Није се квалификовао | 52 / 65 (68) |        |